# Agrostis neesii
Agrostis neesii é uma espécie de gramínea do gênero Agrostis, pertencente à família Poaceae.